# Stensloken
Stensloken är en sjö i Härjedalens kommun i Härjedalen och ingår i Ljusnans huvudavrinningsområde.